# Superintendencia de Bancos e Instituciones Financieras de Chile
La Superintendencia de Bancos e Instituciones Financieras (SBIF) fue una institución del Estado de Chile, autónoma, con personalidad jurídica, a quien le correspondía  la fiscalización de las empresas bancarias, cualquiera que sea su naturaleza, y de las entidades financieras cuyo control no está encomendado por la ley a otra institución; asimismo, tiene la fiscalización de las empresas cuyo giro consista en la emisión u operación de tarjetas de crédito o de cualquier otro sistema similar, siempre que dichos sistemas importen que  el emisor u operador  contraiga habitualmente obligaciones de dinero para con el público o ciertos sectores o grupos específicos de él.
La SBIF estaba regida por la Ley General de Bancos (LGB) y se vinculaba con el Gobierno de Chile a través del Ministerio de Hacienda. No obstante, los cambios a la LGB llevó a que la entidad se fusionara con la Comisión para el Mercado Financiero (CMF). Desde el 1 de junio de 2019, la CMF es la principal entidad supervisora de los mercados financieros en Chile, tras integrarse con la Superintendencia de Bancos e Instituciones Financieras. La CMF regula y fiscaliza los mercados de valores, seguros, bancos e instituciones financieras de Chile.

## Historia

### Orígenes
La institución precursora de la actual SBIF es la Superintendencia de Bancos, que nació a partir de la Ley General de Bancos promulgada el 26 de septiembre de 1925, durante el gobierno de Arturo Alessandri Palma.  
El gobierno de la época se planteó la necesidad de reestructurar el sistema monetario y financiero chileno existente a la fecha y para lo cual formó una comisión encabezada por Edwin Walter Kemmerer, profesor de Economía de la Universidad de Princeton, Estados Unidos; dicha comisión sería conocida como la "Misión Kemmerer". Como resultado del trabajo de la comisión se elaboraron diversos proyectos de ley, que fueron aprobados y promulgados, tales como la ley monetaria, destinada a estabilizar el valor de la moneda y a establecer el patrón oro como base de la unidad monetaria del país; la ley que creó el Banco Central de Chile; la Ley orgánica del presupuesto; la Ley General de Bancos y, a través de ésta, se creó Superintendencia de Bancos.

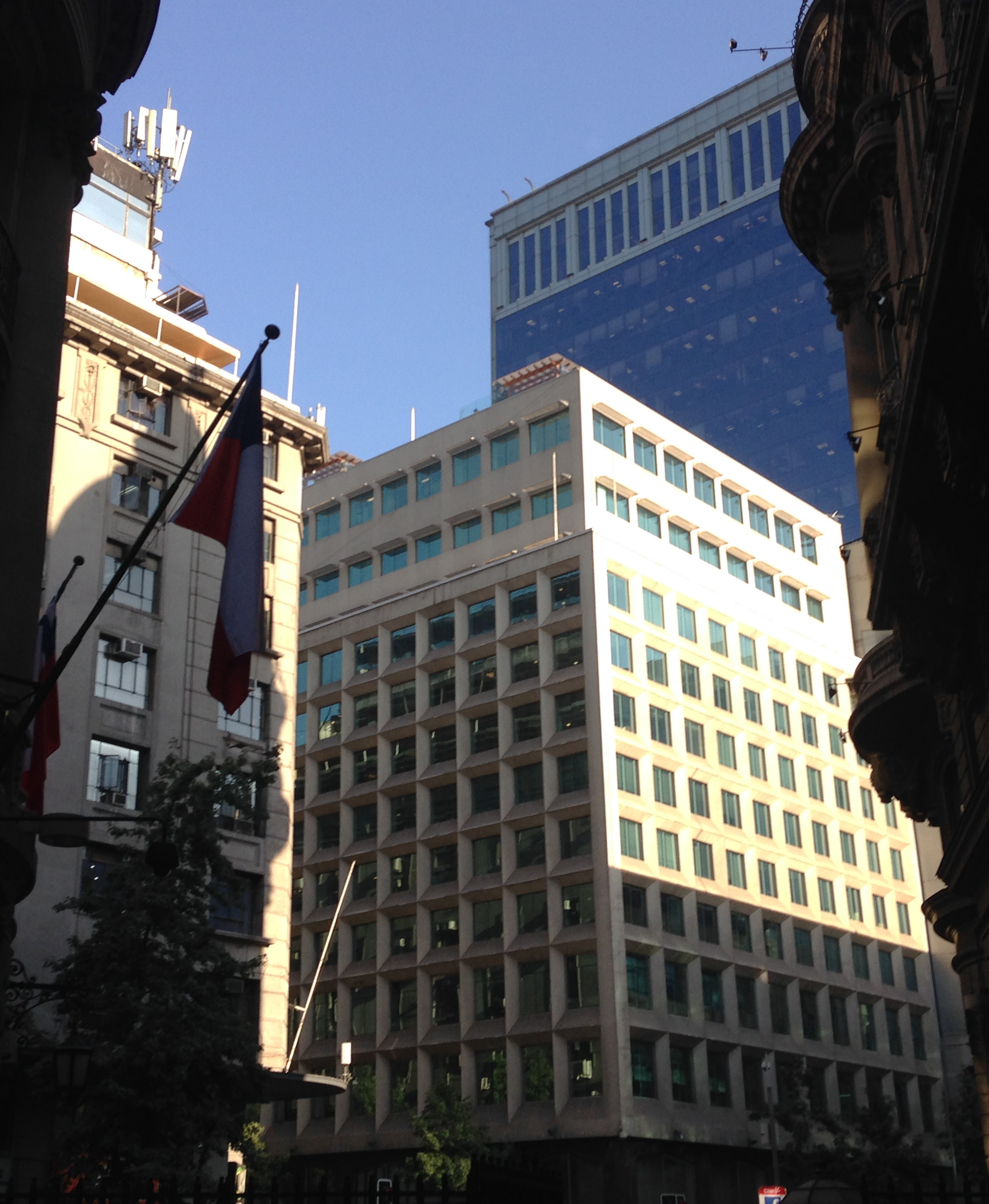
Edificio Corporativo de la SBIF, en la esquina norponiente de calles Bandera y Moneda

La Superintendencia de Bancos se creó mediante el Decreto Ley N.º 559, de 26 de septiembre de 1925, modificada por el Decreto Ley N.º 782, de 21 de diciembre de 1925. Se estableció que sería un órgano vinculado con el Ministerio de Hacienda, al cual se encomendaba fiscalizar la aplicación de las leyes relativas a los bancos comerciales, a las cajas de ahorro, a los bancos hipotecarios y al Banco Central de Chile. La oficina estaba a cargo de un funcionario denominado Superintendente de Bancos, al que se le dieron plenas facultades para designar o remover al personal y fijarle sus remuneraciones. Asimismo se estableció que los gastos que demandara esta Superintendencia serían financiados por las instituciones fiscalizadas.
Según se manifestó en el tiempo de su dictación, la ley que creó la Superintendencia fue una adaptación de la que regía en esa época los bancos del Estado de Nueva York, que no eran bancos nacionales y que estaban sometidos a fiscalización de la Superintendencia de ese Estado. Además, estableció que los bancos en Chile debían ser sociedades anónimas o sucursales de bancos extranjeros.

### De Superintendencia de Bancos a SBIF
A fines de 1974, se propuso la idea de "hermanar" la Superintendencia con el Banco Central de Chile, para lo cual se modificarían las disposiciones legales que trataban de la primera institución e insertarlos en un solo texto que habría de regir al Banco Central. Finalmente, el gobierno terminó rechazando esta idea y respecto de esta Superintendencia decidió fortalecer su rol.  
El Decreto Ley N° 1.097 del Ministerio de Hacienda de 16 de julio de 1975, publicado en el Diario Oficial de 25 de julio de 1975, contiene la Ley Orgánica de la Superintendencia de Bancos e Instituciones Financieras, ex Superintendencia de Bancos y señala sus funciones. 
Las sociedades financieras, con la dictación del Decreto Ley 1.097 quedaron bajo el control de la Superintendencia de Bancos e Instituciones Financieras (SBIF). A fines de 1975 existían 16 financieras formales.
Lo anterior, sin embargo, dejó la Ley General de Bancos como un texto trunco que comenzaba por el artículo 19 porque el resto del articulado se traspasó a la Ley Orgánica. El DFL N.º 3, de Hacienda, de 1997, fijó nuevamente un texto refundido sobre la Ley General de Bancos.

## Superintendentes

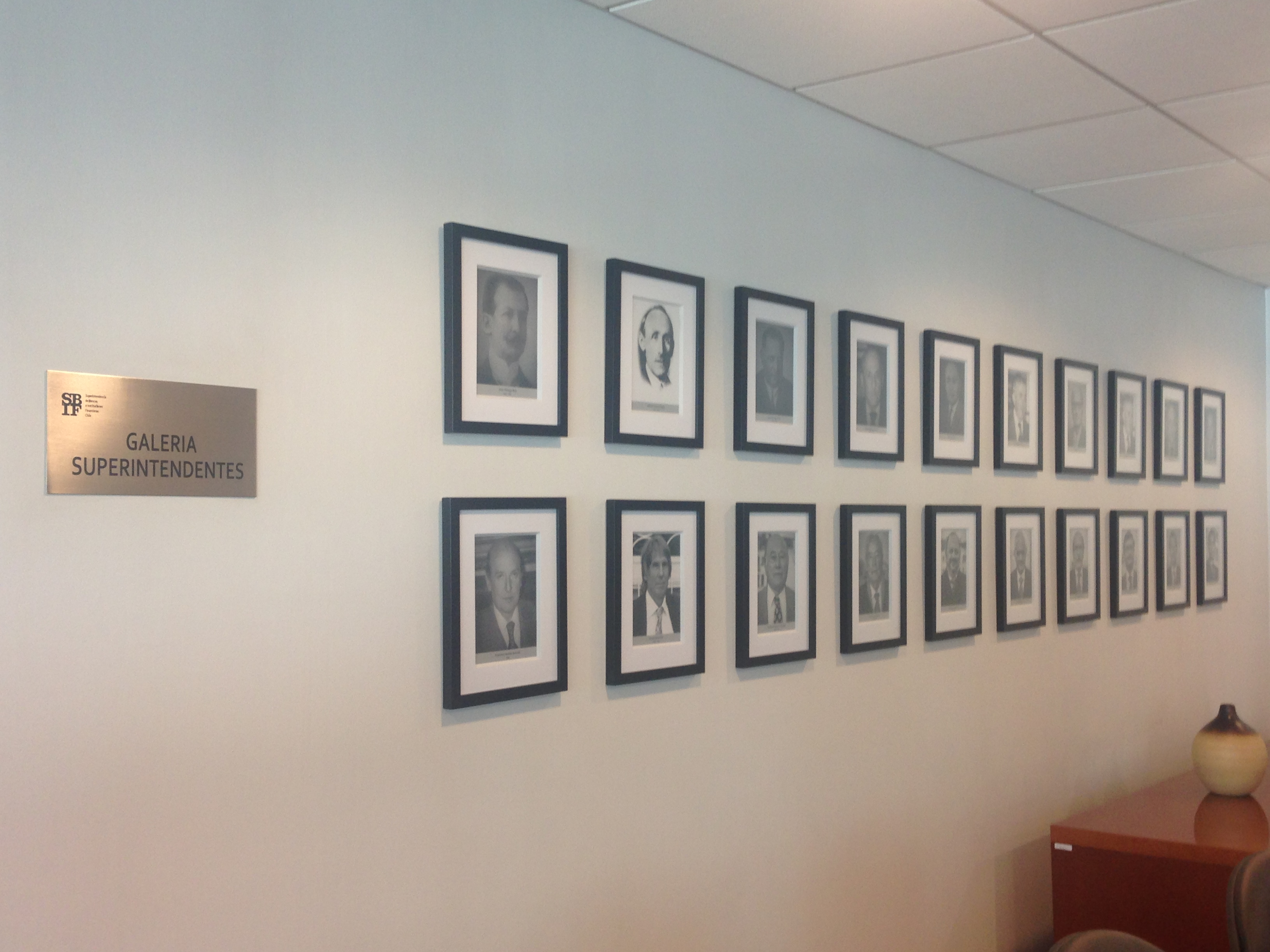
Galería fotográfica de Superintendentes SBIF.

El superintendente de Bancos e Instituciones Financieras es el jefe superior de la Superintendencia. Es nombrado por el Presidente de la República.
Al superintendente le afectan las prohibiciones e incompatibilidades que afectan a los miembros del Consejo del Banco Central y no pueden solicitar créditos de las entidades que fiscalice, salvo los que pueda obtener como imponente del organismo de previsión a que se encuentre acogido.
| Nombre                             | Inicio | Final |
| ---------------------------------- | ------ | ----- |
| Julio Philippi Bihl                | 1926   | 1931  |
| José Gabriel Palma Rogers          | 1931   | 1941  |
| Ramón Meza Barahona                | 1941   | 1946  |
| Eugenio Puga Fisher                | 1946   | 1958  |
| José Miguel Ibáñez Barceló         | 1958   | 1964  |
| Raúl Varela Varela                 | 1964   | 1969  |
| Enrique Marshall Silva             | 1969   | 1970  |
| Manuel Matamoros Norambuena        | 1970   | 1972  |
| Héctor Behm Rosas                  | 1972   | 1973  |
| Enrique Marshall Silva             | 1973   | 1974  |
| José Miguel Ibáñez Barceló         | 1974   | 1981  |
| Boris Blanco Márquez               | 1981   | 1984  |
| Mauricio Larraín Garcés (interino) | 1984   |       |
| Francisco Ibáñez Barceló           | 1984   | 1984  |
| Hernán Büchi Buc                   | 1984   | 1985  |
| Guillermo Ramírez Vilardell        | 1985   | 1990  |
| José Florencio Guzmán Correa       | 1990   | 1998  |
| Ernesto Livacic Rojas              | 1998   | 2000  |
| Enrique Marshall Rivera            | 2000   | 2005  |
| Gustavo Arriagada Morales          | 2005   | 2010  |
| Carlos Budnevich Le-Fort           | 2010   | 2011  |
| Raphael Bergoeing Vela             | 2011   | 2014  |
| Eric Parrado Herrera               | 2014   | 2018  |
| Mario Farren Risopatrón            | 2018   | 2019  |

## Instituciones fiscalizadas por la SBIF
La SBIF fiscaliza a las siguientes instituciones financieras:
- Bancos
- Cooperativas de Ahorro y Crédito
- Operadores de Tarjetas de Débito
- Asesorías Financieras
- Sociedades de Apoyo al Giro Bancarias
- Sociedades de Apoyo al Giro de Cooperativas
- Sociedad de Leasing Inmobiliario
- Sociedades de Cobranza
- Sociedades de Factoring
- Emisores y Operadores de Tarjetas de Crédito
- Operadores de Tarjetas de Pago con Provisión de Fondos
- Sociedades Evaluadoras
- Sociedades de Garantía Recíproca y Fogape
- Firmas Evaluadoras de Instituciones de Garantía Recíproca
- Auditores Externos
- Almacenes Generales de Depósito registrados en SBIF
- Firmas Evaluadoras de Almacenes Generales de Depósito

### Bancos
Para que un banco pueda operar como tal en el territorio chileno, debe obtener primero la licencia bancaria para ello, la cual era otorgada por la SBIF. En la actualidad existen 24 bancos establecidos y operando en el país, que se desglosan en:
- 19 bancos que se consideran como "bancos establecidos en Chile".
- 4 sucursales de bancos extranjeros.
- 1 banco estatal, que corresponde al Banco del Estado de Chile.

A todos ellos se agrega el Banco Central de Chile que no es fiscalizado por esta Superintendencia.

#### Bancos establecidos en Chile
1. BANCO DE CHILE (Código SBIF: 001). Opera también con la marca Banco Edwards Citi
2. BANCO INTERNACIONAL (Código SBIF: 009)
3. SCOTIABANK CHILE (Código SBIF: 014) Opera también con la marca Banco del Desarrollo
4. BANCO DE CREDITO E INVERSIONES - BCI (Código SBIF: 016)
5. Banco Itaú (Código SBIF: 027)
6. BANCO BICE (Código SBIF: 028)
7. HSBC BANK (CHILE) (Código SBIF: 031)
8. BANCO SANTANDER-CHILE (Código SBIF: 037)
9. BANCO SECURITY (Código SBIF: 049)
10. BANCO FALABELLA (Código SBIF: 051)
11. DEUTSCHE BANK (CHILE) (Código SBIF: 052)
12. BANCO RIPLEY (Código SBIF: 053)
13. RABOBANK CHILE (Código SBIF: 054)
14. BANCO CONSORCIO (Código SBIF: 055)
15. BANCO PENTA (Código SBIF: 056)
16. BANCO BTG PACTUAL CHILE (Código SBIF: 059)

#### Banco estatal
- BANCO DEL ESTADO DE CHILE - BANCOESTADO (Código SBIF: 012)

#### Bancos extranjeros
1. BANCO DO BRASIL S.A. (Código SBIF: 017)
2. JP MORGAN CHASE BANK, N. A. (Código SBIF: 041)
3. BANCO DE LA NACION ARGENTINA (Código SBIF: 043)
4. THE BANK OF TOKYO-MITSUBISHI UFJ, LTD (Código SBIF: 045)

### Cooperativas
- Coopeuch (Cooperativa del Personal de la Universidad de Chile Limitada) (Código SBIF: 672)
- Capual (Cooperativa Unión Fuerza Aérea Limitada)
- Coocretal (Cooperativa de Ahorro y Crédito de Talagante Limitada)
- Oriencoop (Cooperativa de Ahorro y Crédito Oriente Limitada)
- Detacoop (Cooperativa de Ahorro y Crédito El Detallista Limitada)

### Otras instituciones
- CMR Falabella
- Banco Ripley
- Cencosud
- CAR S.A. Tarjeta Ripley
- Efectivo S.A. Tarjeta Johnson´s
- ABC Inversiones S.A. Tarjeta ABC
- COFISA Tarjeta Din
- Hites S.A. Tarjeta Hites
- SCCSA Tarjeta Corona
- Solventa Tarjetas de Crédito
- Matic Card S.A. Salcobrand Salud Mático
- Presto S.A. Tarjeta Presto
- Consorcio Administradora de Tarjetas S.A.
- Tarjetas de Chile S.A.
- Extra S.A. Tarjeta Extra